# 十三代目 石川五ェ門
『十三代目 石川五ェ門』（じゅうさんだいめ いしかわごえもん）は、原作モンキー・パンチ・作画星和弥による日本の漫画作品。『ルパン三世officialマガジン』（双葉社）に連載中。コミックスは既刊2巻。
『ルパン三世』の主要人物の一人である石川五ェ門を主人公に据えたスピンオフ作品である。

## 登場キャラクター
石川五ェ門

本作では剣豪としての活躍が目立つが、本当にやむを得ぬ場合以外は峰打ちにとどめている。
ツナデ
五ェ門を追う女警部。当初、贋五ェ門の捜査にあたっていたが、出会った本物から殺気を感じなかったことから、五ェ門に興味を抱く。最終的に彼に対する敬愛の念から更生させる事を目的に捕まえる事を決意する。
高杉
ツナデの部下の刑事。
アサノ
歴史ある盗賊一族「根棲ノ衆」の老頭領に取り入り、老頭領亡き跡を継いだくノ一。己の欲望のために根棲ノ衆を使役し、裏の世界を支配する。
蔵ノ介
根棲ノ衆のナンバー2。
道春
刀剣供養を行う寺「真刀寺」の住職。寺の境内には道半ばで死んだ剣士たちを弔う碑があり、五ェ門も真剣試合でやむを得ず斬り殺すことになった試合相手たちを弔うために訪れている。
かつては「無双」という名の凄腕の剣士であり、殺し屋であったが、 五ェ門と試合った際に敗れる。その際に、自分が人斬りの道に堕ちたのと違い、あくまでも剣士として昇華を目指す五ェ門に剣士としての希望を見出し、仏門に入った。
アサノの走狗となった蔵ノ介直属の部下3人と戦い、死亡する。

## 単行本
- 原作モンキー・パンチ・作画星和弥 『十三代目 石川五ェ門』 双葉社〈アクションコミックス〉、既刊2巻（2016年3月現在）
  1. 2014年9月27日発売 ISBN 978-4-575-84498-6
  2. 2016年3月28日発売 ISBN 978-4-575-84778-9